# Кашинцев Ігор Костянтинович
І́гор Костянти́нович Кашинцев (17 червня 1932, Москва, РРФСР, СРСР — 11 грудня 2015 року, Москва, Росія) — радянський і російський актор театру та кіно, Народний артист Російської Федерації (2003).

## Біографія
У 1955 році Ігор Кашинцев закінчив Школу-студію МХАТ. Змінив у творчій біографії багато колективів (ЦТРА, театр Групи радянських військ у Німеччині, Новий драматичний театр, Театр на Малій Бронній, театр Анни Макагон «У каміна», МХАТ ім. А. П. Чехова, Театр Сатири). З 1993 року в трупі театру імені Маяковського.
У кіно почав зніматися з 1963 року. Його дебют — Іван у фільмі «Герр Іван» (НДР). У радянському кіно дебютом Кашинцева стала епізодична роль у фільмі «Липневий дощ». Знявся більш ніж у 120 фільмах. Майстер епізоду. Запам'ятався глядачам яскравими характерними ролями другого плану: шахраїв, бюрократів, авантюристів. Знімався в журналі «Фітіль.
Відомий як естрадний виконавець читанням творів Чехова, Аверченка, Зощенка. Як читець виступав у Московській державній філармонії.
Помер Ігор Кашинцев у Москві. Причиною смерті стало хронічне захворювання. Похований на Головинському кладовищі.

## Визнання і нагороди
- Заслужений артист РРФСР (1981)
- Народний артист Російської Федерації (2003)
- Орден Дружби (2008)[7]

## Театральні роботи

### Центральний театр Радянської Армії
1. «Метелиця» В. Панової — Коелі
2. «Заміжня наречена» — Любимо
3. «Холостяк» бр. Тур — барон фон Фонг
4. «Обрив» В. Гончарова — Вікентьєв
5. «Барабанщиця» А. Салынского — Федір

### Театр Групи радянських військ
1. «Вкрали консула» Р. Мдівані — консул
2. «Пізня любов» А. Островського — Дормидонт
3. «Червоні тюльпани» Б. Васильєва — Стенлі, розвідник

### Московський драматичний театр на Малій Бронній
1. «Візит дами» Ф. Дюрренматта — Бургомістр
2. «За годину до світанку» А. Галича — Стефан
3. «Дон Жуан» Мольєра — Сганарель

### Московський Новий драматичний театр
1. «Жменя піску» — Мальок
2. «Старий будинок» А. Казанцева — Рязаев
3. «Скажені гроші» А. Островського — Кучумов
4. «Не гаси вогонь, Прометей!» М. Каріма — Зевс
5. «Неспокійний ювіляр» В. Роздольського — Дядечко
6. «Остання ніч» — директор
7. «Розлом» Б. Лавреньова — Берсеньєв
8. «Облудники» Е. Брагінського та Е. Рязанова — Усачов

### Московський академічний театр сатири
1. «Повість про чорноморців» — князь
2. «Скажені гроші» А. Островського — Кучумов
3. «Шановні громадяни» М. Зощенка
4. «Дюжина ножів у спину революції»

### Московський академічний театр імені Володимира Маяковського
1. «Любов студента» Л. Андрєєва — Едуард фон Ранкен
2. «В барі токійського готелю» Т. Вільямса — Леонард
3. «Кін IV» Р. Горіна — Соломон
4. «Плоди освіти» Л. Толстого — Сахатов
5. «Карамазови» Ф. Достоєвського — прокурор
6. «Ляльковий дім» Р. Ібсена — доктор Ранк
7. «Горбань» С. Мрожека — незнайомець
8. «Ревізор» Н. Гоголя — Суниця
9. «Як посварилися...» Н. Гоголя — Іван Никифорович
10. «Диваки» М. Гіркого — Вакула Потєхін
11. «Пан Пунтила і його слуга Матті» Б. Брехта — Адвокат
12. «Таланти і шанувальники» А. Островського — Мігаєв, антрепренер
13. «Устриці» А. Чехова, А. Аверченко (моновистава)
14. «Мертві душі» М. Гоголя — Собакевич
15. «Одруження» М. Гоголя — Яєчня / екзекутор

## Фільмографія
1. 1966 — Липневий дощ
2. 1966 — Крила —  Андрій, гість Тані та Ігоря
3. 1967 — Весна на Одері —  німець
4. 1968 — Золоте теля —  Бомзе, службовець (немає в титрах)
5. 1969 — Комендант Лаутербурга (фільм-спектакль)
6. 1969 — Я його наречена —  Пивоваров
7. 1970 — Карусель —  письменник  (в титрах Каш  'е'  нцев)
8. 1970 — Серце Росії —  Павло Штернберг
9. 1971 — Слідство ведуть ЗнаТоКі. Ваше справжнє ім'я —  лікар
10. 1971 — Що робити? —  Серж (немає в титрах)
11. 1972 — Інженер Прончатов
12. 1972 — Переклад з англійської —  вчитель Микола Миколайович
13. 1972 — Найостанніший день —  Гриша, сусід
14. 1973 — У номерах (фільм-спектакль) —  Шмаховіч
15. 1973 — Мегре і людина на лаві (фільм-спектакль) —  інспектор Жанвье
16. 1973 — Хмари
17. 1973 — Людина з боку (фільм-спектакль) —  один Манагарова
18. 1973 — Чорний принц —  Павло Миронович Шалигін на прізвисько «Жаба»
19. 1973 — Ця весела планета —  «Пірат», інженер з кафедри
20. 1974 — Осінь —  «інтелігент» в шкірянці, відвідувач пивбару
21. 1974 — Сергєєв шукає Сергєєва —  начальник відділу кадрів
22. 1974 — Таня —  інститутський приятель Германа
23. 1975 — Втеча містера Мак-Кінлі —  Паркінс
24. 1975 — Довіра (Luottamus)
25. 1975 — Мій будинок — театр —  Олександр Михайлович Гедеонов, директор імператорських театрів
26. 1975 — Сторінки журналу Печоріна (фільм-спектакль)
27. 1975 — Шагренева шкіра (фільм-спектакль)
28. 1976 — Життя і смерть Фердинанда Люса —  Ленц
29. 1976 — Пригоди Нукі —  Микола Миколайович, артист
30. 1976 — Стажер
31. 1977 — У ніч на молодик —  начальник контррозвідки
32. 1978 — Голубка —  Микола Миколайович
33. 1978 — Особливих прикмет немає (Znaków szczególnych brak) (СРСР, Польща) —  австрійський генерал Штайнер
34. 1978 — Капітанська дочка —  чиновник на раді у генерала (немає в титрах)
35. 1979 — Кілька днів з життя Обломова —  проводжає Андрія в Москву
36. 1979 — Пірати XX століття —  наркоторговець
37. 1980 — Крах операції «Терор» (Krach operacji Terror) —  есер Чорний
38. 1980 — Політ з космонавтом —  Іларіон Степанович, представник Будтрест
39. 1980 — Ескадрон гусар летючих —  Храповицький, ватажок місцевого дворянства
40. 1981 — Брелок з секретом —  ревізор
41. 1981 — Відрядження до санаторію — заступник директора
42. 1981 — Від зими до зими —
43. 1982 — Апейка —
44. 1982 — Бережіть чоловіків! —  Карпов Денис Архипович
45. 1982 — Василь Буслаєв —  придворний
46. 1982 — Нас вінчали не в церкві —  батько Михайло
47. 1982 — Рись виходить на стежку
48. 1983 — Хабар. З блокнота журналіста В. Цвєткова —  Борис Борисович, головний редактор
49. 1983 — Останній доказ королів —  Фред Прентіс, сенатор
50. 1984 — Час відпочинку з суботи до понеділка —  масовик-витівник
51. 1984 — Менший серед братів —  Геннадій Іванович, співробітник університету (роль озвучив інший артист)
52. 1984 — Мертві душі —  Іван Лукич, інспектор лікарської управи
53. 1984 — Загубився слон
54. 1985 — Битва за Москву —  секретар Сталіна Олександр Поскрьобишев
55. 1985 — Законний шлюб —  актор
56. 1985 — Іван Бабушкін —  Іркутський губернатор
57. 1985 — Улюбленець публіки —  шпрехшталмейстер / доктор хлопчика Трилл
58. 1985 — Почни спочатку
59. 1985 — Русь споконвічна —  Кирило
60. 1985 — Сцени з драми «Маскарад» (телеспектакль за мотивами драми М. Ю. Лермонтова "Маскарад ") —  Банкомет
61. 1985 — Таємна прогулянка —  німець
62. 1986 — Віра
63. 1986 — Шлях до себе —  Геннадій Іванович
64. 1986 —Скакав козак через долину
65. 1987 — У нетрях, де ріки біжать…
66. 1987 — Мегре у міністра (фільм-спектакль) —  Жанвьє
67. 1987 — Замах —  лікар
68. 1987 — Поразка —  Денисов
69. 1987 — Ляпас, якого не було
70. 1987 — Врятуйте наші душі
71. 1988 — І світло у темряві світить —  Петро Семенович
72. 1989 — А це сталося у Віші (фільм-спектакль) —  Комерсант
73. 1989 — Візит дами —  бургомістр
74. 1989 — Чаша терпіння —  психіатр
75. 1990 — Оскаженілий автобус —  генерал-майор
76. 1990 — Десять років без права листування (фільм) —  «стукач» Зав'ялов
77. 1990 — Дурні вмирають по п'ятницях —  Боренька товстий, «бобочком»
78. 1990 — Осколки розбитого вщент (фільм-спектакль) —  головна роль в моновиставі
79. 1990 — Самовбивця —  батько Елпідій
80. 1991 — Агенти КДБ теж закохуються —  Петро Петрович, генерал
81. 1991 — Дитинство Тьоми —  директор гімназії
82. 1991 — Загнані —  Андрій Лукич
83. 1991 — Клан
84. 1991 — Не будіть сплячого собаку —  Пінчуків
85. 1991 — Тіні —  Свістіков
86. 1992 — Сповідь утриманки —  полковник міліції
87. 1992 — Кооператив «Політбюро», або Буде довгим прощання —  Петро Петрович, двійник Хрущова
88. 1992 — Слава Богу, не в Америці… (Росія, Білорусь)
89. 1993 — Американський дідусь —  Іван Васильович
90. 1994 — Петербурзькі таємниці —  Карл Іванович
91. 1996 — Королі російського розшуку (Серія «Шантаж»)
92. Випуску 1996 — Шрам. Замах на Піночета
93. Шаблон:1997 — Дрібниці життя
94. 1997 — На зорі туманної юності —  Василь Жуковський
95. 1999 — Жінок ображати не рекомендується —
96. 2000 — Марш Турецького (серія «Синдикат кілерів») —  колишній генерал КДБ
97. 2000 — Третього не дано
98. 2001 — Злодійка —  Вадим Сергійович
99. 2001 — Ніч на кордоні
100. 2001 — Російський водевіль. Віцмундір' —  Екзекутор
101. 2001 — Марш Турецького-2 (серія «Секретна співробітниця») (немає в титрах)
102. 2002 — Життя і смерть Петра Аркадійовича Столипіна (документальний) —  Павло Григорович Курлов
103. 2002 — Леді на день
104. 2003 — Прості істини
105. 2003 — Жіноча логіка 3
106. 2003 — Інструктор
107. 2003 — Колгосп інтертейнмент —  Тарасюк
108. 2004 — Знання примножує скорботу (фільм 3)
109. 2004 — Найкраще свято —  Дмитро Якович
110. 2004 — Сищики-3 —  тесть Єгора Немигайло
111. 2005 — Чоловічий сезон: Оксамитова революція —  Сивий
112. 2005 — Туристи —  Дітріх
113. 2005 — Бальзаківський вік, або Всі чоловіки сво ... —  Дмитро Якович, чоловік Соні
114. 2006 — Іспанська вояж Степанича —  Генерал
115. 2006 — Щастя за рецептом —  Сомов, директор каналу
116. 2006 — Троє зверху —  дідусь Свєти
117. 2007 — Одруження (фільм-спектакль) —  Яєчня
118. 2008 — Селище —  Арсеній, голова
119. 2008 — Поцілунок не для преси —  губернатор
120. 2008 — Марево —  суддя
121. 2009 — Межа бажань —  белоплечий, антиквар